# Milaan-San Remo 2018
De 109e editie van de wielerwedstrijd Milaan-San Remo werd gehouden op 17 maart 2018.
De renners legden een parcours af van 294 kilometer tussen Milaan en San Remo, waar de race eindigde op de Via Roma. In verband met een omleiding, als gevolg van een beschadiging van de weg, was de route drie kilometer langer dan gebruikelijk. De wedstrijd maakte deel uit van de UCI World Tour 2018. Titelverdediger was de Pool Michał Kwiatkowski.
Deze editie werd gewonnen door de Italiaan Vincenzo Nibali. Hij wist met een goed geplaatste aanval op de Poggio di San Remo en een solo van 7 kilometer de sprinters op de finish net voor te blijven. Het was voor het eerst sinds 2006 dat deze Italiaanse koers door een Italiaan werd gewonnen.

## Deelnemende ploegen
Deelnemers waren de 18 ploegen in de UCI World Tour 2018. Daarnaast werden 7 wildcards afgegeven. Per team mochten zeven renners deelnemen, wat een totaal van 175 deelnemers betekende.
| UCI World Tour 2018-teams | UCI World Tour 2018-teams | Wildcards                     |
| ------------------------- | ------------------------- | ----------------------------- |
| AG2R La Mondiale          | Lotto Soudal              | Gazprom-RusVelo               |
| Astana Pro Team           | Team LottoNL-Jumbo        | Israel Cycling Academy        |
| Bahrain-Merida            | Movistar Team             | Nippo-Vini Fantini            |
| BMC Racing Team           | Mitchelton-Scott          | Wilier Triestina-Selle Italia |
| BORA-hansgrohe            | Quick-Step Floors         | Cofidis                       |
| Team Dimension Data       | Team Sky                  | Bardiani CSF                  |
| EF Education First-Drapac | Team Sunweb               | Team Novo Nordisk             |
| FDJ                       | Trek-Segafredo            |                               |
| Team Katjoesja Alpecin    | UAE Team Emirates         |                               |

## Uitslag
| Plaats  | Naam                 | Ploeg                      | Tijd     |
| ------- | -------------------- | -------------------------- | -------- |
| Winnaar | Vincenzo Nibali      | Bahrain-Merida             | 7u18'43" |
| 2       | Caleb Ewan           | Mitchelton-Scott           | z.t.     |
| 3       | Arnaud Démare        | Groupama-FDJ               | z.t.     |
| 4       | Alexander Kristoff   | UAE Team Emirates          | z.t.     |
| 5       | Jürgen Roelandts     | BMC Racing Team            | z.t.     |
| 6       | Peter Sagan          | BORA-hansgrohe             | z.t.     |
| 7       | Michael Matthews     | Team Sunweb                | z.t.     |
| 8       | Magnus Cort          | Astana Pro Team            | z.t.     |
| 9       | Sonny Colbrelli      | Bahrain-Merida             | z.t.     |
| 10      | Jasper Stuyven       | Trek-Segafredo             | z.t.     |
| 11      | Michał Kwiatkowski   | Team Sky                   | z.t.     |
| 12      | Matti Breschel       | EF Education First-Drapac  | z.t.     |
| 13      | Christophe Laporte   | Cofidis, Solutions Crédits | z.t.     |
| 14      | Sacha Modolo         | EF Education First-Drapac  | z.t.     |
| 15      | Marco Canola         | Nippo-Vini Fantini-Faizanè | z.t.     |
| 16      | Edvald Boasson Hagen | Team Dimension Data        | z.t.     |
| 17      | Greg Van Avermaet    | BMC Racing Team            | z.t.     |
| 18      | Nathan Haas          | Team Katjoesja Alpecin     | z.t.     |
| 19      | Elia Viviani         | Quick-Step Floors          | z.t.     |
| 20      | Maximiliano Richeze  | Quick-Step Floors          | + 4"     |
|         |                      |                            |          |
| 24      | Jos van Emden        | Team LottoNL-Jumbo         | + 5"     |